# Arafat Chekrouni
Arafat Chekrouni (7 de outubro de 1966) é um ex-tenista profissional marroquino.